# Aleksandr Shteingart
Aleksandr Matvéyevich Shteingart (en ruso: Александр Матвеевич Штейнгарт; Odesa, Imperio ruso, 23 de abril de 1887 - Moscú, Unión Soviética, 19 de febrero de 1934) fue un revolucionario ruso, miembro del PCUS.

## Biografía
Nació el 23 de abril de 1887 en Odesa (en la actual Ucrania) hijo de familia obrera. En 1901 trabajaba en la tipografía. En 1913 se unió al Partido Obrero Socialdemócrata de Rusia (bolchevique). Fue llamado al ejército en 1914, desempeñando tareas de agitación en el frente de Rumanía de la Primera Guerra Mundial. En octubre de 1917 fue nombrado presidente del comité revolucionario del cuerpo del Partido Comunista de Rusia (bolchevique). Participó en la guerra civil rusa. Entre 1921 y 1925 fue jefe del departamento político del Ejército Rojo de Obreros y Campesinos. Entre 1930 y 1932 fue miembro del Colegio de Comisarios del Pueblo de la Unión Soviética de Agricultura, asumiendo la dirección de la producción del Cáucaso Norte. Fue uno de los principales dirigentes de las políticas de represión ante la resistencia a la colectivización de la tierra en el área. En enero de 1934 fue nombrado secretario del comité regional del Partido Comunista de toda Rusia (bolchevique) en Sarátov y delegado al XVII Congreso del Partido en el que fue designado candidato al Comité Central del Partido. Fue condecorado con la Orden de la Bandera Roja. Murió en Moscú el 19 de febrero de ese mismo año, siendo sus cenizas colocadas en una urna en la necrópolis de la Muralla del Kremlin de Moscú.